# Estación de Basarrate
Basarrate es una estación del Metro de Bilbao subterránea, situada en el populoso barrio bilbaíno de Santuchu e inaugurada el 5 de julio de 1997. La estación corresponde a las Líneas 1 y 2 de Metro. Se ubica en la campa del Muerto.

## Accesos
- Calle Pintor Losada, 3 - Campa de Basarrate (salida Basarrate)
- Calle Iturriaga, esquina calle Marqués de Laurencín (salida Ascensor Iturriaga)